# Филимонова, Екатерина Петровна
Екатерина Петровна Филимонова (1920 — ?) — передовик советского сельского хозяйства, звеньевая семеноводческого колхоза «Власть труда» Кромского района Орловской области. Герой Социалистического Труда (12.03.1949).

## Биография
Родилась в 1920 году на территории Кромского уезда Орловской губернии, ныне – Кромского района Орловской области. Русская.
После окончания Великой Отечественной войны Екатерина Петровна трудилась в полеводческой бригаде колхоза «Власть труда» (центральная усадьба – село Вожово) Кромского района, в котором, помимо традиционных ржи и картофеля, начали выращивать южную коноплю. В 1947 году колхозные коноплеводы получили богатый урожай, и четверо из них во главе с председателем колхоза С. И. Мельниковым стали Героями Социалистического Труда. Колхоз «Власть труда» стал семеноводческим – занимался разведением семян конопли и обеспечением ими хозяйств Кромского района. Е.П. Филимонова возглавила одно из звеньев, которое в 1948 году получило урожай стебля южной конопли 52 центнера (средний по колхозу – 20 центнеров) и семян 7,7 центнера с гектара на площади 6 гектаров.
Указом Президиума Верховного Совета СССР от 12 марта 1949 года за получение высоких урожаев волокна и семян конопли и махорки в 1948 году Филимоновой Екатерине Петровне присвоено звание Героя Социалистического Труда с вручением ордена Ленина и золотой медали «Серп и Молот».
Этим же указом высокого звания была удостоена и другая передовая коноплевод Купыльская, Анна Васильевна, с которой Екатерина Петровна постоянно соревновалась.
В последующие годы её звено продолжало получать высокие урожаи конопли. По итогам работы в 1951 году звеньевая была награждена вторым орденом Ленина.
Получив высокую награду, Екатерина Петровна поставила перед собой задачу увеличить показатели своего родного колхоза не только по урожайности конопли, но и по продукции животноводства. Поэтому она перешла работать на свиноводческую ферму. Колхоз закупил 50 поросят ливенской породы. Плодовитые, быстро растущие и в то же время неприхотливые животные были очень востребованы в сельском хозяйстве того времени. Свиноматки приносили до 12 поросят за опорос, срок вынашивания потомства составлял 110–120 дней, выкармливания – 6–7 месяцев. Екатерина Петровна вырастила и сдала каждого в живом весе более 120 килограмм.
Дата её кончины не установлена. 

## Награды
- Медаль «Серп и Молот» (12.03.1949);
- Орден Ленина (12.03.1949).
- Орден Ленина (23.05.1952).
- Медаль «За трудовое отличие»
- Медаль «В ознаменование 100-летия со дня рождения Владимира Ильича Ленина» (6 апреля 1970)
- Медаль «Ветеран труда»
- медали ВДНХ СССР
- Победитель Всесоюзного соревнования коноплеводов
- Награждена юбилейным знаком «70 лет Орловской области»
- Отмечена грамотами и дипломами.